# أندرياس أوبيرت
أندرياس أوبيرت (بالنرويجية البوكمول: Andreas Aubert)‏ هو مؤرخ الفن نرويجي، ولد في 28 يناير 1851 في أوسلو في النرويج، وتوفي بنفس المكان في 10 مايو 1913.